# 粤柳
粤柳（学名：Salix mesnyi）为杨柳科柳属的植物，是中国的特有植物。分布于中国大陆的浙江、广东、江西、福建、江苏、广西等地，生长于海拔100米至1,400米的地区，多生长在低山区的溪流旁，目前尚未由人工引种栽培。